# Vibrissaphora boringii
Vibrissaphora boringii é uma espécie de anfíbio da família Megophryidae. É endémica da China. Os seus habitats naturais são: florestas temperadas, pastagens temperadas, rios, terras aráveis e jardins rurais. Está ameaçada por perda de habitat.